# Uniunea Scriitorilor Sovietici
Uniunea Scriitorilor Sovietici, Uniunea Scriitorilor din URSS sau Uniunea Sovietică a Scriitorilor (în rusă Союз писателей СССР) a fost o uniune de creație a scriitorilor profesioniști din Uniunea Sovietică. Ea a fost fondată în 1932, la inițiativa Comitetului Central al Partidului Comunist, după desființarea mai multor organizații ale scriitorilor: RAPP, Proletkult și VOAPP.
Scopul Uniunii era de a realiza controlul de partid și de stat în domeniul literaturii. Pentru scriitorii profesioniști calitatea de membru al Uniunii a devenit efectiv obligatorie, iar cei care nu erau membri aveau oportunități de publicare mult mai limitate. Rezultatul a fost că excluderea din Uniune însemna o virtuală interdicție de publicare. În ciuda acestui fapt, istoria Uniunii Scriitorilor a cunoscut, de asemenea, cazuri de auto-excludere voluntară din rândurile ei. Astfel, Vasili Aksionov, Simeon Lipkin și Inna Lisnianskaia au părăsit Uniunea Scriitorilor într-un gest de solidaritate cu scriitorii Victor Ierofeev și Evgheni Popov, excluși ca pedeapsă pentru auto-publicare.
După căderea Uniunii Sovietice, Uniunea Scriitorilor Sovietici s-a divizat în organizații separate pentru fiecare dintre statele post-sovietice. Secția rusă a fost transformată în Uniunea Scriitorilor Ruși.
Postul de președinte al Uniunii Scriitorilor a fost deținut de:
- Maxim Gorki (1934-1936)
- Vladimir Stavski (1936-1938)
- Alexandr Fadeev (1938-1944 și 1946-1954)
- Nikolai Tihonov (1944-1946)
- Aleksei Surkov (1954-1959)
- Konstantin Fedin (1959-1977)
- Gheorghi Markov (1977-1986)
- Vladimir Karpov (1986-1991)

## Publicație
Din ianuarie 1946 până în decembrie 1990 Uniunea Scriitorilor Sovietici a publicat un jurnal intitulat Literatura sovietică. Jurnalul a publicat traduceri din literatura sovietică. El a avut ediții în limbile engleză, franceză, germană, spaniolă, maghiară, poloneză, cehă și slovacă.